# ناحیه سیدی عمار
ناحیه سیدی عمار (به عربی: دائرة سیدی عمار) یک ناحیه در الجزایر است که در استان تی‌پازه واقع شده‌است.